# Олександрівка (Лубенська міська громада)
Олекса́ндрівка — село в Україні, у Лубенській громаді Лубенського району Полтавської області. Населення становить 618 осіб. Колишній орган місцевого самоврядування —  Михнівська сільська рада.

## Географія
Село Олександрівка знаходиться на правому березі річки Сліпорід, яка через 5 км впадає в річку Сула, вище за течією примикає село Михнівці, на протилежному березі - село В'язівок. Відстань до райцентру становить близько 13 км і проходить автошляхом місцевого значення.

## Історія
В період Гетьманщини село входило до Лукомльської сотні Лубенського полку. Зокрема, воно значиться в цій сотні в Генеральному слідстві про маєтності Лубенського полку 1729 - 1730 рр. та у Ревізії Лубенського полку 1747.
12 червня 2020 року, відповідно до розпорядження Кабінету Міністрів України № 721-р «Про визначення адміністративних центрів та затвердження територій територіальних громад Полтавської області», село увійшло до складу Лубенської міської громади.
19 липня 2020 року, в результаті адміністративно - територіальної реформи та ліквідації Лубенського району(1923-2020), село увійшло до складу новоутвореного Лубенського району.

## Населення
Згідно з переписом УРСР 1989 року чисельність наявного населення села становила 699 осіб, з яких 298 чоловіків та 401 жінка.
За переписом населення України 2001 року в селі мешкало 613 осіб.

## Політика

### Парламентські вибори, 2019
На позачергових парламентських виборах 2019 року у селі функціонувала окрема виборча дільниця № 530529, розташована у приміщенні клубу.
Результати
- зареєстровано 372 виборці, явка 85,22%, найбільше голосів віддано за «Слугу народу» — 47,78%, за Радикальну партію Олега Ляшка — 23,42%, за Всеукраїнське об'єднання «Батьківщина» — 8,86%.[5] В одномандатному окрузі найбільше голосів отримала Анастасія Ляшенко (Слуга народу) — 28,98%, за Фахраддіна Мухтарова (самовисування) — 23,25%, за Ігорія Лінчевського (самовисування) — 10,19%[6].

## Економіка
- Молочно-товарна та свино-товарна ферми.

### Мова
Розподіл населення за рідною мовою за даними перепису 2001 року:
| Мова       | Відсоток |
| ---------- | -------- |
| українська | 98,71 %  |
| російська  | 1,29 %   |

## Об'єкти соціальної сфери
- Школа І ст.
- Клуб.

## Відомі люди
У селі народилися:
- Олександр Михайлюк (?—?) — український кобзар.
- Шемет Володимир Михайлович (1873—1933) — український громадський і політичний діяч. Активний член Братства тарасівців, співзасновник УНП (1902). Гласний Лубенської міської думи, член Української Центральної Ради.
- Шемет Сергій Михайлович (1875—1957) — український громадський та політичний діяч, журналіст та діяч монархічного руху. Один із засновників Української Партії Хліборобів — Демократів.
- Шемет Микола Михайлович (1882—1917/18) — український громадський та політичний діяч, журналіст. Один з засновників Української Народної Партії.
- Соломаха Катерина Марківна (1920—2003) — новатор сільськогосподарського виробництва, ланкова колгоспу імені Леніна Лубенського району Полтавської області. Депутат Верховної Ради УРСР 4—5-го скликань. Герой Соціалістичної Праці.
- Марченко Євгеній Вікторович (1998—2022) — старший солдат Збройних Сил України, учасник російсько-української війни, що загинув у ході російського вторгнення в Україну в 2022 році.